# Takhtsinhji
Takhtsinhji (Bhavnagar, 6 gennaio 1858 – Bhavnagar, 29 gennaio 1896) è stato un principe indiano.
Fu Thakur di Bhavnagar dal 1870 al 1891 e poi Maharaja Rao di Bhavnagar dal 1891 al 1896.

## Biografia
Nato il 6 gennaio 1858, Takhtsinhji era il figlio primogenito di Jaswantsinhji, thakur di Bhavnagar, alla morte del quale salì al trono nel 1870.
Takhtsinhji prese parte al Delhi Durbar del 1877 ed ottenne un saluto onorifico personale a 15 colpi di cannone. La sua minore età, però, gli impose una reggenza che terminò ufficialmente il 5 aprile 1878. Nel frattempo ebbe modo di studiare al Rajkumar College di Rajkot ove fu primo studente. Successivamente studiò affiancato da ufficiali inglesi, mentre l'amministrazione dello stato venne condotta da Mr. E. H. Percival, membro dell'Indian Civil Service, e da Gaurishankar Udayshankar, uno dei più noti statisti indiani della sua epoca.
All'età di 20 anni, Takhtsinhji fu il sovrano di un territorio di quasi 7.800 km2. Il suo primo atto pubblico fu quello di promuovere la creazione di una ferrovia che connettesse il suo territorio con quelli circostanti, ottenendone notevoli vantaggi in campo commerciale, economico e sociale. Si impegnò anche nel campo dell'educazione, e realizzò ospedali, dispensari, strade, ponti, e altri progetti di pubblica utilità.
Nel 1886 inaugurò un sistema costituzionale di governo, ponendo il governo dei dipartimenti del suo stato nelle mani di quattro membri del consiglio di stato, sotto la propria presidenza. Questa innovazione, che godette del supporto del governatore di Bombay, Lord Reay, provocò una violenta reazione da parte di alcuni capi locali.
Nel 1891 il titolo di thakur che portava venne elevato a quello di maharaja. Nel 1893 sfruttò l'apertura dell'Imperial Institute per compiere una visita in Inghilterra e portare il suo personale omaggio alla regina Vittoria. In quell'occasione, l'Università di Cambridge gli concesse una laurea honoris causa in legge.
Grande benefattore del Gujarat College, del Fergusson College e della Wadhwan Girassia School, aprì diverse scuole femminili in tutto il regno. Fondò lo Samaldas Arts College nel 1885, dedicandolo all'ultimo suo diwan, Samaldas Mehta. Durante il suo regno favorì la popolazione attraverso la costruzione di nuovi sistemi di canalizzazione per l'agricoltura e porti.
Morì nel palazzo di Moti Bagh il 29 gennaio 1896 all'età di 38 anni. Gli successe come maharaja da suo figlio Bhavsinhji II.